# روجر سكوت كرايغ
روجر سكوت كرايغ (بالإنجليزية: Roger Scott Craig)‏ هو موسيقي وعازف بيانو أيرلندي وبريطاني، ولد في 12 نوفمبر 1952.

## وصلات خارجية
- روجر سكوت كرايغ على موقع ميوزك برينز (الإنجليزية)
- روجر سكوت كرايغ على موقع ديسكوغز (الإنجليزية)